# Victor Gedeon
Victor Gedeon (névváltozataː Viktor; Budapest, 1923. június 16. – Budapest, 2004. január 29.) magyar színművész.

## Életpályája
Victor János és Tildy Erzsébet gyermekeként született. 1944-ben kezdte a pályafutását Pécsett. 1945-1946 között a Nemzeti Színház, 1946-1947 között a Miskolci Nemzeti Színház, 1949-1952 között a kecskeméti Katona József Színház, 1952-1954 között a Vígszínház, 1955-1957 között ismét a Miskolci Nemzeti Színház, 1957-1970 között a Vidám Színpad, 1970-1973 között a Thália Színház tagja volt. 1974-1990 között a Madách Színház művésze volt. Tévéjátékok forgatókönyvírásával is foglalkozott. Utolsó bemutatója 2000-ben volt.
2004-ben hunyt el Budapesten.

## Főbb színházi szerepei
- Reichstadti herceg (Edmond Rostand: A sasfiók)
- Damis (Molière: Tartuffe)
- Marci bácsi (Kodály Zoltán: Háry János)
- Ottó (Katona József: Bánk bán)
- Dr. Wolff (Molnár Ferenc: Egy, kettő, három)
- Cigányprímás (Molnár Ferenc: Az üvegcipő)
- Alfréd, inas (Molnár Ferenc:A hattyú)
- Bíró (Herman Wouk: Zendülés a Caine hajón)
- George (Harriet Beecher Stowe: Tamás bátya kunyhója)
- Dr. Harry Trench (George Bernard Shaw: Szerelmi házasság)
- Gergely (Hámos György: Aranycsillag)
- Soós Péter (Urbán Ernő: Gál Anna diadala)
- Konek gróf (Farkas Ferenc: Csínom Palkó)
- Hadnagy (Major Ottó: Határszélen)
- Császári tiszt (Johann Strauss: Bécsi diákok)
- Második falusi ((Joseph Stein – Jerry Bock: Hegedűs a háztetőn)

## Filmes és televíziós szerepei
- Szomszédok (1989)
- Kémeri (1985)
- Különös házasság (1984)
- Osztrigás Mici (1983)
- Forró mezők (1979)
- Sakk-matt (1977)
- Zrínyi (1973)
- Irány Mexikóǃ (1968)
- Egy magyar nábob (1966)
- A kőszívű ember fiai (1965)
- A pénzcsináló (1964)
- Özvegy menyasszonyok (1964)
- Napfény a jégen (1961)
- Rákóczi hadnagya (1954)